# Lorenz Marazzi
Lorenz Marazzi , korrekt Lorenzo Marazzi, (* 15. Mai 1887 in Clivio bei Varese; † 5. Mai 1953 in Signau, heimatberechtigt seit 1917 in Signau) war ein Schweizer Bauunternehmer italienischer Herkunft.

## Leben
Lorenzo Marazzi kam am 15. Mai 1887 in Clivio als Sohn des Steinmetzen Angelo Marazzi geboren. Mazzari machte seinen Schulabschluss in Clivio. Im Jahr 1902 emigrierte er in die Schweiz, wo er zunächst als Pflasterbub in Langnau im Emmental eingestellt war, bevor er eine Maurerlehre bei seinem älteren Bruder in Trubschachen absolvierte. Dazwischen leistete er Militärdienst in Italien, unter anderem 1908 bei Rettungsarbeiten nach dem Erdbeben von Messina, nach der Einbürgerung Grenzdienst zwischen 1917 und 1918 in der Schweizer Armee.
1907 eröffnete Lorenzo Marazzi in Signau BE ein Baugeschäft. Später gründete er zusammen mit seinem Sohn Hugo die Kollektivgesellschaft «Lorenzo Marazzi + Sohn». Marazzis Sohn Hugo eröffnete 1951 ein eigenes Unternehmen und übernahm 1953, nach dem Tod seines Vaters, die ehemaligen Werkanlagen in Signau als Filiale. Die Kollektivgesellschaft wandelte er 1963 in eine Aktiengesellschaft um. Unter Lorenzo Marazzis Enkel, Bruno, entwickelte sich die Marazzi Generalunternehmung AG, seit 1989 mit Firmensitz in Muri bei Bern, zu einem der bedeutendsten Unternehmen der bernischen Baubranche mit dem Schwerpunkt auf Grossbauten.
Lorenzo Marazzi heiratete im Jahr 1913 Anna, die Tochter des Maschinenfabrikanten Friedrich Liechti aus Schüpbach. Er verstarb am 5. Mai 1953, zehn Tage vor Vollendung seines 66. Lebensjahres, in Signau.